# Temporal del norte de Chile de 2015
El temporal del norte de Chile afectó en marzo de 2015 a varias ciudades y localidades del Norte Grande y del Norte Chico de Chile, producto de los desbordamientos de diferentes ríos debido a las inusuales lluvias en el área, que provocaron inundaciones en diversas localidades de las regiones de Antofagasta, Atacama y Coquimbo, siendo las localidades de Taltal y Vicuña las que concentraron la mayor cantidad de precipitación con 67 y 68 milímetros respectivamente de acuerdo a datos de la DGA.
A las 13:30 horas (UTC –3) del 25 de marzo, la Oficina Nacional de Emergencia informaba de 415 personas albergadas y 13 personas aisladas en la región de Atacama. El 17 de abril se informaba de 28 fallecidos, 3 en la Región de Antofagasta y 25 en la Región de Atacama, y 59 desaparecidos. En el lugar trabajaron efectivos de las fuerzas armadas, del Cuerpo de Bomberos de Copiapó, Cuerpo de Bomberos de Tierra Amarilla, Cuerpo de Bomberos de Diego de Almagro, Cuerpo de Bomberos de Chañaral y Cuerpo de Bomberos de Caldera, además de los grupos de Asistencia, búsqueda, rescate como la Corporación K-SAR Chile, ONG SAR CHILE y grupos de rescate urbano certificados de los Cuerpos de Bomberos de La Serena, Santiago, Ñuñoa, Metropolitano Sur, Viña del Mar y Osorno.

## Origen
Las fuertes lluvias que afectaron entre el 24 y 26 de marzo a las regiones de Antofagasta, Atacama y Coquimbo tuvieron su origen en el paso de un núcleo frío en altura, que en otros lugares se le conoce como gota fría, baja segregada, o D.A.N.A. (depresión aislada en niveles altos). Estos «tienen la característica de girar en torno a su eje y moverse para luego volver a su posición original, que es lo que ocurrió».
El Jefe de la Dirección Meteorológica de Chile, Jaime Leyton, explicó que el fenómeno «no es similar a un sistema frontal de una trayectoria definida, que tiene una hora de inicio y una hora de término calculable. En este caso la distribución de la nubosidad y la precipitación (lluvias) es irregular en el espacio y el tiempo, por lo tanto, se define una zona de impacto, pero es imposible identificar el sector exacto donde se va a manifestar con mayor intensidad». Asimismo, Leyton informó que en este caso el fenómeno «no tiene una trayectoria de movimiento, sino que circula en torno a un punto y va generando a distintas horas un impacto mayor en cobertura espacial geográfica, de lo que suele ocurrir habitualmente. Por lo tanto, es un evento raro, infrecuente para la época del año, para la intensidad, y para la cobertura. Es comparable a un trompo que no se sabe donde va a caer, que no se sabe hacia qué lado rematará su caída».

## Zonas afectadas

### Región de Antofagasta
En los sectores altos de Antofagasta, se ordenó la evacuación de alrededor de 50 000 personas de las quebradas de Uribe, Farellones y La Chimba, lo cual generó resistencia por parte de sus habitantes y obligó a decretar el Estado de Excepción Constitucional en la comuna. En la población Quebrada Blanca se produjo un alud que solamente afecto bienes materiales. Sin embargo, fue el rompimiento de un estanque de agua ubicado en el sector centro-alto de la ciudad el que ocasionó un muerto y tres heridos. El 26 de marzo, se informó que el Hospital Regional Dr. Leonardo Guzmán sufrió daños menores, y que su unidad de emergencia estaba operativa.
En Taltal, el 26 de marzo se informó que el Hospital de Taltal se encontraba operando de forma parcial y sufrió daños menores; su Unidad de Emergencias se encontraba funcionando. Una serie de aludes afectó a la ciudad durante los días 25 y 26 debido a que las piscinas decantadoras —que evitan la aparición de aluviones— colapsaron a causa de la acumulación de lluvias y por el rompimiento de una matriz de agua ubicada en Agua Verde. Alrededor de 3 000 personas resultaron damnificadas.
En Mejillones, el 26 de marzo se informó que el Hospital de Mejillones se encontraba fuera de funcionamiento, y que la Unidad de Emergencia debió trasladarse a instalaciones del Cuerpo de Bomberos de Mejillones. En Calama, se informó que el Hospital Dr. Carlos Cisternas sufrió daños en la UCI, dejándola inutilizable, y que los pacientes fueron trasladados al Hospital del Cobre en la misma ciudad, y al Hospital Regional en Antofagasta. En Tocopilla, se informó que el Hospital Marcos Macuada sufrió daños menores, pero que se encontraba operando de forma normal. Asimismo, en la comuna hubo 29 personas que resultaron damnificadas y otras 600 que debieron ser evacuadas de sus hogares, y se reportó un alud en la Ruta CH-1, que conecta la ciudad de Tocopilla con Iquique.
Los pasos fronterizos que conectan con Argentina y Bolivia —Sico, Jama, Hito Cajón y Ollagüe— fueron cerrados producto de las condiciones meteorológicas.

### Región de Atacama
Esta fue la región más afectada por el temporal, ya que en ella se registraron la mayoría de las víctimas fatales, heridos y damnificados. 
De acuerdo con informaciones del Ministerio de Salud, a las 13:00 horas (UTC –3) del 25 de marzo se declaró "Alerta Sanitaria" para las comunas de Alto del Carmen, Copiapó, Diego de Almagro y Tierra Amarilla, debido a inundaciones en recintos de salud y el desborde de aguas servidas. El río Copiapó se desbordó en 2 puntos: a la altura del aeródromo Chamonate, y entre el Parque Kaukari y el Mall Plaza Copiapó; la quebrada de Paipote se desbordó a la altura de su confluencia con el río Copiapó, inundando las avenidas Los Carrera y Copayapu, cuyo trazado es paralelo al río principal.
El inusual temporal provocó precipitaciones en toda la región, con la consecuente crecida y desborde de los ríos Salado y Copiapó, el último llegó hasta las calles céntricas de la ciudad, inundándolas aún más, personas aisladas por cortes de rutas y cortes de energía eléctrica. La presidenta Michelle Bachelet declaró inicialmente zona de catástrofe y el 25 de marzo estado de excepción constitucional en toda la región de Atacama, por lo que las Fuerzas Armadas tomaron el control de la zona.
Según fuentes de gobierno, en la región hubo 40 personas damnificadas (24 en Alto del Carmen, 8 en Copiapó y 8 en Tierra Amarilla), 11 viviendas con daño mayor, cinco de ellas pertenecientes a la provincia de Copiapó y 6 a la provincia de Huasco. Asimismo se reportaron personas aisladas a raíz del derrumbe de un puente en el sector agrícola El Fuerte, correspondiente a la Ruta C-35, en la comuna de Tierra Amarilla. Se mantuvieron 10 683 clientes afectados por un corte de suministro eléctrico en diversos sectores de las comunas de Copiapó, Tierra Amarilla y Caldera. Se suspendieron asimismo las clases para los estudiantes en toda la región. Según la Dirección Regional de la Oficina Nacional de Emergencia, al 25 de marzo se contaban 20 personas albergadas en la Escuela D-43 de la comuna de Tierra Amarilla y 9 personas albergadas en la Escuela Bernardo O'Higgins de la comuna de Copiapó. Para el día 26, había 1 800 albergados en Tierra Amarilla.
En la ciudad de Copiapó, el Hospital Regional San José del Carmen sufrió inundaciones en el primer piso. La red de fibra óptica que conecta con el norte de Chile sufrió daños y las comunicaciones se vieron afectadas, siendo recuperadas durante el transcurso del día 25. El 70% de la ciudad quedó sepultada por el barro transportado por la inundación con altos contenidos en mercurio. A raíz de esto último, las aerolíneas debieron suspender numerosos vuelos entre las ciudades del norte del país.
Según el Ministerio de Educación, las clases fueron suspendidas indefinidamente desde el día 24 de marzo en todas las escuelas, salas cunas y jardines infantiles de toda la región. El 25 de marzo se decidió suspender las clases por todo el resto de la semana.
La empresa telefónica Movistar liberó 463 teléfonos públicos desde la región de Atacama al norte, y dispuso la recarga de mensajes de texto a clientes que contaran con saldo limitado.
La empresa Homecenter Sodimac anunció la entrega de 1 000 kits de construcción en forma gratuita, incluyendo pala, chuzo, mascarillas, guantes y bolsas de escombros, así como la congelación de precios en todas las tiendas Homecenter Sodimac y Sodimac Constructor en la zona de excepción, incluyendo a la comuna de Calama.
El recientemente reinaugurado estadio Luis Valenzuela Hermosilla resultó completamente inundado.
La respuesta del río Copiapó a este temporal fue tan catastrófica como las inundaciones registradas en los años 1655 y 1888.

### Región de Coquimbo

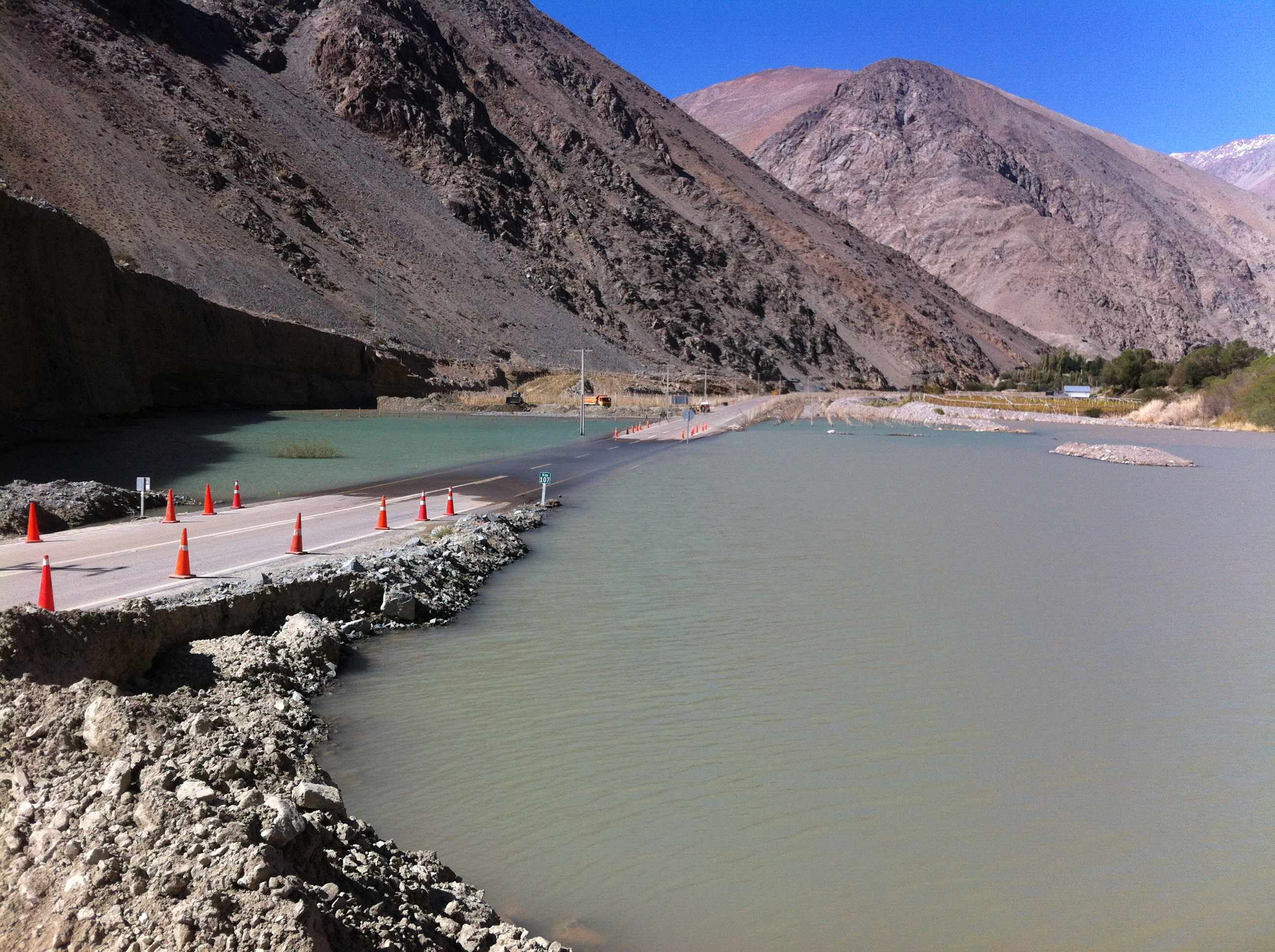
Ruta 41-CH cortada en el interior de la comuna de Vicuña por el desborde del río Turbio (Elqui), tras la bajada de unas de las quebradas del lugar.

En la madrugada del 25 de marzo, el temporal se dejó sentir en diversas ciudades y localidades de la Región de Coquimbo. Debido a una nube del tipo cumulonimbus que arribó en la costa de la región, una severa tormenta eléctrica se dejó sentir en la Conurbación La Serena-Coquimbo, dejando daños en infraestructuras, una de ellas la Mezquita de Coquimbo, que fue impactada por un rayo. Se generaron diversos cortes de energía eléctrica, y hubo granizos en el sector de El Molle, en el valle del Elqui. En la comuna de Vicuña se produjo acumulación de agua en varias quebradas, particularmente en la quebrada de Leiva, la cual colapsó y terminó inundando sectores céntricos de la ciudad. Alrededor de 80 casas resultaron afectadas y 120 personas damnificadas. El 26 de marzo, una crecida del río Elqui a la altura de la localidad de Pelícana provocó el corte de tránsito en el puente que conecta la Ruta 41-CH con la localidad de Altovalsol. En el sector de Trancura, en la comuna de Vicuña, alrededor de 400 viviendas resultaron dañadas.
En la hoya hidrográfica del río Elqui, producto del arrastre de sedimentos, la empresa sanitaria Aguas del Valle suspendió el servicio de agua potable en diversos sectores de La Serena y Coquimbo, razón por la cual también se decidió suspender las clases en ambas comunas, así como en Vicuña, La Higuera y Paihuano.

## Estado de excepción
El 25 de marzo, cerca de las 17:00 horas (UTC –3), y debido a los graves sucesos producto de las inundaciones, la presidenta de Chile, Michelle Bachelet decretó Estado de Excepción Constitucional de Catástrofe para toda la Región de Atacama, donde residen alrededor de 320 mil personas, principalmente asentadas en las ciudades de Copiapó y Vallenar. Ello significó que las Fuerzas Armadas de Chile tomaran el control de la zona para resguardar y mantener el orden público. El oficial en jefe a cargo fue el Teniente Coronel Marcel Urrutia Caro, perteneciente al Ejército de Chile. Horas más tarde se amplió el estado de excepción a la comuna de Antofagasta.
La presidenta Michelle Bachelet se instaló en las zonas afectadas por las inundaciones desde el 25 de marzo. Visitó Chañaral el 26 de marzo, y ese mismo día se decretó toque de queda en toda la región de Atacama de 23:00 a 6:00 horas (UTC –3). El 26 de marzo fueron desplegados infantes de la Armada de Chile en Chañaral para contener los saqueos registrados en algunos comercios durante el día.
Las autoridades y ciudadanos denunciaron casos de especulación y acaparamiento de alimentos y productos de primera necesidad. El gobierno anunció una querella contra quienes realizasen aumentos injustificados de los precios, y en supermercados y estaciones de servicio se racionó la venta de algunos productos y combustibles. En La Serena y Coquimbo se agotó el stock de agua embotellada producto de la escasez, debido a los problemas en el procesamiento del agua del río Elqui.
La Armada de Chile envió al puerto de Chañaral las barcazas Rancagua y Chacabuco con vehículos de emergencia, provisiones e infantes de marina, junto con el buque Sargento Aldea. El gobierno destinó 1 100 millones de pesos para las labores de reconstrucción.

## Reacciones y ayuda internacionales
- Bolivia: El gobierno de Bolivia, a través del presidente Evo Morales, anunció el envío de ayuda consistente en 13 toneladas de agua embotellada a las zonas afectadas.[42]
- China: El Ministerio de Comercio de China anunció que ofreció a Chile 500 000 dólares, equivalentes a $309 747 500 pesos chilenos, para recuperarse tras las inundaciones del norte del país. Se trataría de dinero en efectivo.[43]
- Colombia: El gobierno de Colombia entregó 15 toneladas de ayuda humanitaria a Chile para atender a los casi 30 000 afectados por las inundaciones que causaron las fuertes lluvias en el norte del país. La carga transportada por Colombia está compuesta por frazadas, colchonetas inflables, kits de aseo personal y gran cantidad de alimentos y agua, entre muchos otros elementos de primera necesidad destinados a la atención inmediata de las personas damnificadas. La carga humanitaria fue entregada por el embajador de Colombia en Chile, Álvaro Mauricio Echeverri, especificó la Cancillería en un comunicado.[44]
- Corea del Sur: El embajador de la República de Corea en Chile, Yu, Ji-eun expresó sus condolencias por la tragedia ocurrida en el norte de Chile. El diplomático, además, anunció la donación de US$100 mil en artículos de primera necesidad destinados a los damnificados por las inundaciones.[45]
- Estados Unidos: El gobierno de los Estados Unidos expresó sus condolencias a las familias de las víctimas y anunció la donación de 100 mil dólares en materiales de emergencia, tales como camas, colchones, frazadas y útiles de aseo.[46]
- Japón: El gobierno de Japón anunció el envío de material de asistencia por valor de unos 16 millones de yenes (US$ 135.000).[47]
- México: La Secretaría de Relaciones Exteriores de México anunció que se destinarán 100 mil dólares en suministros para los damnificados.[48]
- Panamá: La Cancillería panameña indicó en un comunicado que el Gobierno "expresa sus sentidas condolencias y solidaridad" a Chile "por las pérdidas humanas registradas a causa del aluvión en el norte de ese hermano país". Asimismo, Juan Carlos Varela expresó en un mensaje en Twitter su "solidaridad al pueblo y Gobierno de #Chile por los sucesos ocurridos recientemente".[49]
- Santa Sede: Mediante un comunicado, el cardenal Pietro Parolin, secretario de Estado de la Santa Sede, indicó que «el santo padre ofrece sufragios por el eterno descanso de los fallecidos y pide al Señor que conceda su consuelo y fortaleza a los afectados por esta desgracia».[50]
- Venezuela: “El Gobierno de la República de Chile y su pueblo pueden contar con la República Bolivariana de Venezuela, con su solidaridad, cooperación y amistad”, indicó un comunicado de la Cancillería venezolana.[51]